# I Minipolifonici
I Minipolifonici è il coro polifonico di voci bianche fondato 1967 a Trento e diretto da Nicola Conci, al quale si deve la nascita della medesima scuola musicale.

## Storia
I Minipolifonici ben presto si arricchirono di un coro di voci miste e di una scuola strumentale.
In seguito venne fondato a Milano, dallo stesso Nicola Conci, un coro di voci bianche con il nome di Minipolifonici di Milano.
Le sedi ora presenti sono due:
a Trento dove prosegue il lavoro della scuola musicale, delle voci bianche e dell'orchestra;
a Gubbio dove il centro "I Minipolifonici" organizza corsi di didattica musicale e corale infantile.
Il coro di voci bianche e il coro misto hanno vinto numerosi concorsi tra cui il nazionale polifonico di Arezzo, l'internazionale polifonico C.A. Sighizzi di Gorizia, e l'internazionale polifonico di Tours.